# Adrien Théaux
Adrien Théaux (Tarbes, 18 settembre 1984) è uno sciatore alpino francese specialista delle gare veloci, anche se a volte prende parte alla supercombinata e allo slalom gigante.

## Biografia

### Stagioni 2003-2010
Residente a Val Thorens, stazione sciistica nel comune di Saint-Martin-de-Belleville, e arrivato in Coppa Europa nella stagione 2002-2003, Théaux ha esordito in Coppa del Mondo l'anno successivo. Il 28 febbraio 2004 ha infatti preso parte allo slalom gigante di Kranjska Gora, in Slovenia, senza però qualificarsi per la seconda manche. I primi punti nella competizione li ha invece conquistati l'11 dicembre 2005 con il 19º posto nella supercombinata di Val-d'Isère, in Francia.
Nel febbraio 2009 ai Mondiali della Val-d'Isère (i secondi ai quali ha partecipato dopo quelli di Åre 2007) ha ottenuto il 5º posto nella prova di discesa, mentre nella supercombinata è uscito nella seconda manche, quando si trovava in lotta per il podio. All'esordio olimpico, in occasione dei XXI Giochi olimpici invernali di Vancouver 2010, è stato 16° nella discesa libera, 13° nel supergigante e 12° nella supercombinata.

### Stagioni 2011-2025
Nella stagione 2010-2011 Théaux ha ottenuto i suoi primi risultati di rilievo in Coppa del Mondo: il 4 dicembre 2010 il primo podio, giungendo secondo nel supergigante di Beaver Creek negli Stati Uniti alle spalle dell'austriaco Georg Streitberger; successivamente il primo podio anche in discesa, giungendo terzo nella gara di Kitzbühel vinta dall'elvetico Didier Cuche. Ai Mondiali di Garmisch-Partenkirchen 2011 ha ottenuto il miglior tempo nelle prove cronometrate della discesa. In gara, però, è scivolato nel primo tratto ed finito fuori pista, riportando un leggero ematoma, che lo ha obbligato a saltare la supercombinata iridata. Il 16 marzo alle finali di Coppa, disputate a Lenzerheide in Svizzera, ha ottenuto il suo primo successo, vincendo l'ultima discesa della stagione con un solo centesimo di margine sull'austriaco Joachim Puchner.
Ai Mondiali di Schladming 2013 è stato 10º in discesa libera e 9º in supergigante, mentre l'anno dopo, ai XXII Giochi olimpici invernali di Soči 2014, si è classificato 18° nella discesa libera, 11° nel supergigante e 17° nella supercombinata. Nella stagione successiva ha vinto la medaglia di bronzo nel supergigante ai Mondiali di Vail/Beaver Creek 2015, dove è stato anche 8º nella discesa libera; due anni dopo, ai Mondiali di Sankt Moritz 2017, si è classificato 27º nella discesa libera, 16º nel supergigante e 9º nella combinata. Ai XXIII Giochi olimpici invernali di Pyeongchang 2018 si è classificato 26º nella discesa libera e 15º nel supergigante e ai Mondiali di Åre 2019 è stato 15º nella discesa libera e 5º nel supergigante, a quelli di Courchevel/Méribel 2023 si è classificato 34º nella discesa libera e a quelli di Saalbach-Hinterglemm 2025 si è classificato 32º nella discesa libera.

## Palmarès

### Mondiali
- 1 medaglia:
  - 1 bronzo (supergigante a Vail/Beaver Creek 2015)

### Coppa del Mondo
- Miglior piazzamento in classifica generale: 11º nel 2016
- 13 podi:
  - 3 vittorie (in discesa libera)
  - 4 secondi posti
  - 6 terzi posti

#### Coppa del Mondo - vittorie
| Data             | Località                | Paese    | Specialità |
| ---------------- | ----------------------- | -------- | ---------- |
| 16 marzo 2011    | Lenzerheide             | Svizzera | DH         |
| 2 marzo 2013     | Kvitfjell               | Norvegia | DH         |
| 29 dicembre 2015 | Santa Caterina Valfurva | Italia   | DH         |

Legenda:

DH = discesa libera

### Coppa Europa
- Miglior piazzamento in classifica generale: 59º nel 2005

### South American Cup
- Miglior piazzamento in classifica generale: 7º nel 2013
- 9 podi:
  - 3 vittorie
  - 4 secondi posti
  - 2 terzi posti

#### South American Cup - vittorie
| Data              | Località          | Paese | Specialità |
| ----------------- | ----------------- | ----- | ---------- |
| 14 settembre 2006 | Termas de Chillán | Cile  | DH         |
| 14 settembre 2006 | Termas de Chillán | Cile  | DH         |
| 5 settembre 2012  | La Parva          | Cile  | SG         |

Legenda:

DH = discesa libera

SG = supergigante

### Campionati francesi
- 19 medaglie[2]:
  - 11 ori (supergigante nel 2007; supergigante nel 2009; discesa libera, supergigante nel 2010; supergigante nel 2011; discesa libera nel 2012; discesa libera, supergigante nel 2013; supergigante nel 2015; supergigante nel 2017; discesa libera nel 2018)
  - 4 argenti (discesa libera nel 2009; discesa libera nel 2011; supergigante nel 2016; supergigante nel 2018)
  - 4 bronzi (slalom gigante nel 2001; supercombinata nel 2008; slalom gigante nel 2010; supercombinata nel 2011)